# Арабелла (телесеріал)
Арабелла (чеськ. Arabela) — казковий серіал виробництва Чехословаччини за сценарієм Мілоша Мацоурека.

## Сюжет
На зйомках фільму пан Майєр знаходить чарівний дзвіночок, на дзвін якого з'являється Румбурак, готовий виконати будь-яке бажання. Однак, Румбурак не такий простий, як здається: статут за роки служби від ролі слуги дзвіночка, Румбурак тепер хоче сам стати королем Країни Казок і взяти в дружини прекрасну принцесу Арабеллу.

## У ролях
- Яна Нагйова — Арабелла
- Владімір Длоугі — Петро Майєр
- Їржі Лабус — Румбурак
- Владімір Меншик — пан Майєр
- Стелла Зазворкова — пани Майєрова
- Яна Брейхова — королева Країни Казок
- Властіміл Бродський — король Країни Казок